# Dave Culross

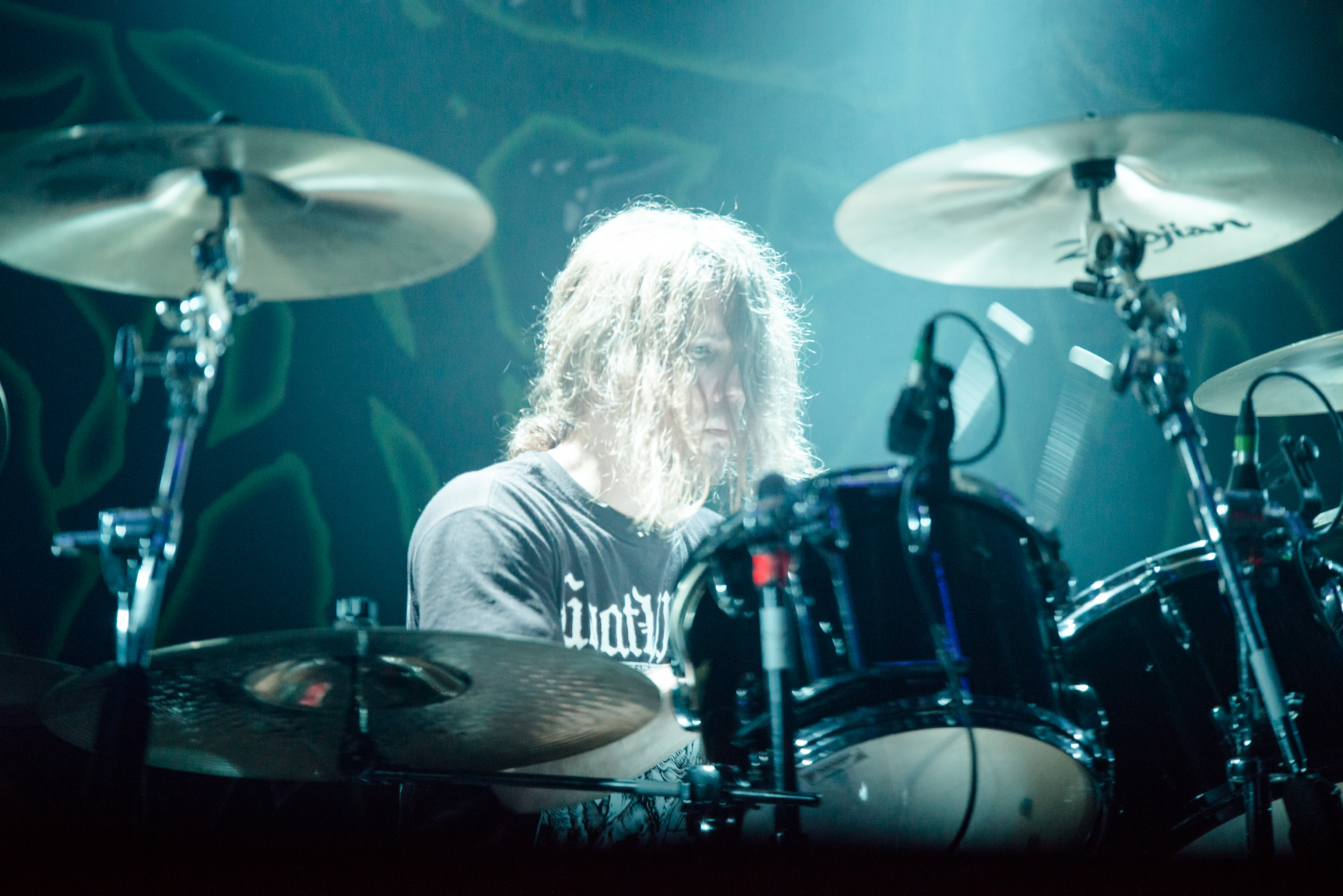
Culross als Schlagzeuger von Suffocation 2014

Dave Culross (* 9. März 1974) ist ein Death-Metal-Schlagzeuger aus den USA. Er hat seine ganz eigene unverkennbare Art zu spielen. Technisch anspruchsvolles Death-Metal-Drumming verbindet er mit seinen typischen Blastbeats.

## Biografie
Seine ersten Banderfahrungen machte Dave bei der New Yorker Musikband Disgorged, mit der er auch eine Demo-CD veröffentlichte.
Als sich Disgorged auflösten, wechselte er zu Malevolent Creation, bei denen er aktuell immer noch spielt. Malevolent Creation ist die Hauptband des Schlagzeugers.
1997 stieg er als Session-Schlagzeuger bei Suffocation ein und auch für Gorgasm und Incantation spielte er kurze Zeit später je ein Album ein. Außerdem ist er bei dem Malevolent Creation Nebenprojekt Hateplow engagiert.
Er war auch schon als Live-Schlagzeuger für Mortician im Einsatz.

## Diskografie
- Disgorged – Thy Hideous Wake (1993)
- Malevolent Creation – Eternal (1996)
- Malevolent Creation – Joe Black (1996)
- Suffocation – Despise the Sun (1998)
- Malevolent Creation – The Fine Art of Murder (1998)
- Hateplow – The Only Law Is Survival (2000)
- Incantation – Infernal Storm (2000)
- Malevolent Creation – Envenomed (2000)
- Gorgasm – Bleeding Profusely (2001)
- Malevolent Creation – Warkult (2004)
- Malebolgia – Malebolgia (EP, 2004)
- Malevolent Creation – Doomsday X (2007)
- Suffocation – Pinnacle of Bedlam  (2013)

| Personendaten    | Personendaten                  |
| ---------------- | ------------------------------ |
| NAME             | Culross, Dave                  |
| KURZBESCHREIBUNG | US-amerikanischer Schlagzeuger |
| GEBURTSDATUM     | 9. März 1974                   |